# Август Альборн
Август Вільгельм Юліус Альборн (нім. August Ahlborn; 11 жовтня 1796, Ганновер — 24 серпня 1857, Рим) — німецький художник-пейзажист XIX століття.

## Біографія
Народився у родині ганноверського майстра-кравця. У 1819 році вступив до Прусської академії мистецтв у Берліні. Учень Карла Вільгельма Ваха.
У 1826 отримав премію за картину Нового палацу в Потсдамі, на отримані кошти вирушив до Італії в 1827, де був одним із засновників художнього гуртка. Познайомився і працював разом із художниками Б. Дженеллі, А. Клебером, А. Копішем.
Жив і творив у Римі, Флоренції та Асколі.
У 1833 став членом Прусської академії.
Художник-пейзажист, його картини, здебільшого, зображують італійські, північнонімецькі та тірольські пейзажі, крім того, писав портрети та полотна на релігійні теми.
Багато його робіт перебували у володінні королівської родини Пруссії.

## Галерія

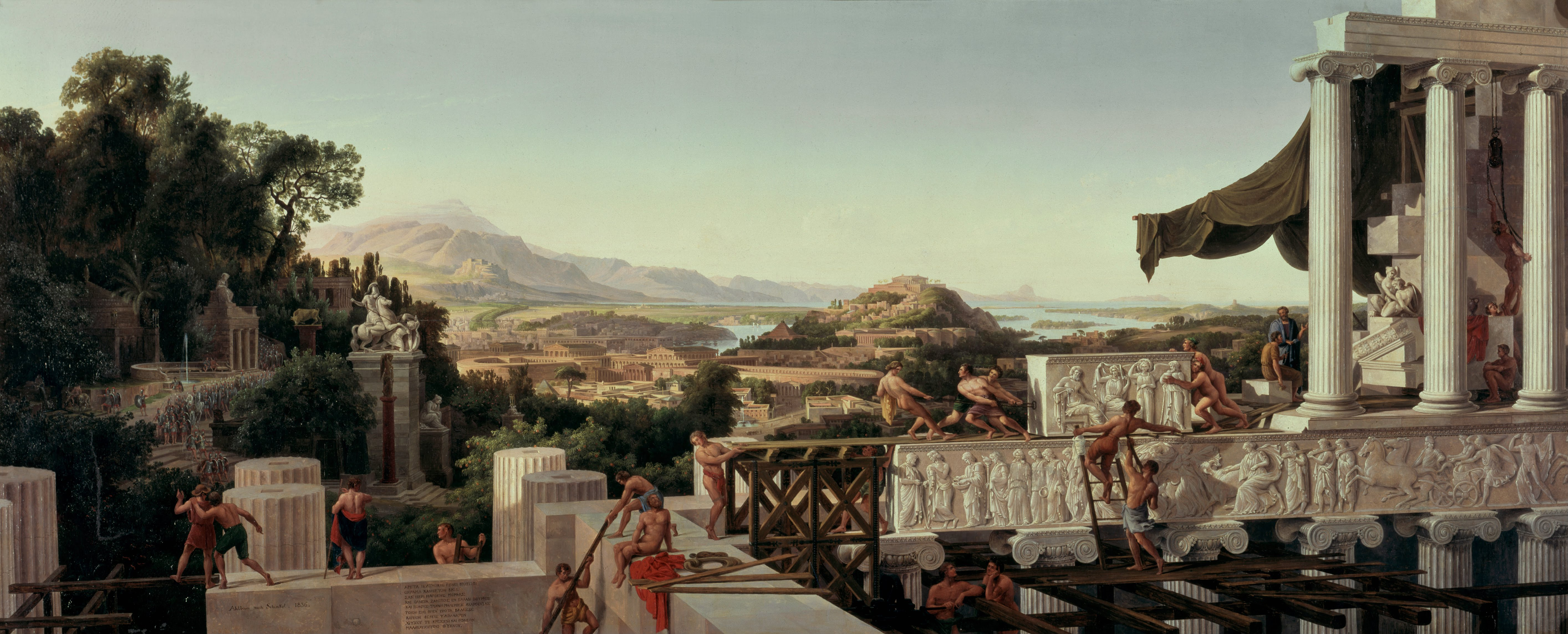
Вид квітучої Греції.1836.
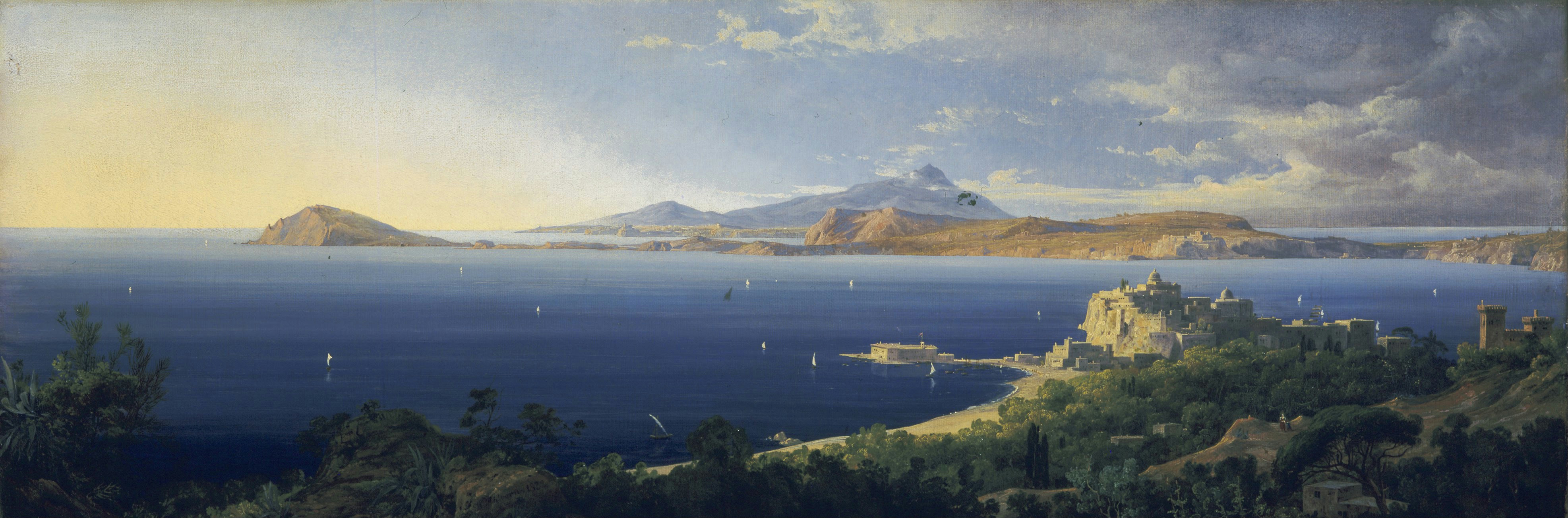
"Затока поблизу Неаполя". 1832.